# Edmond Boissier

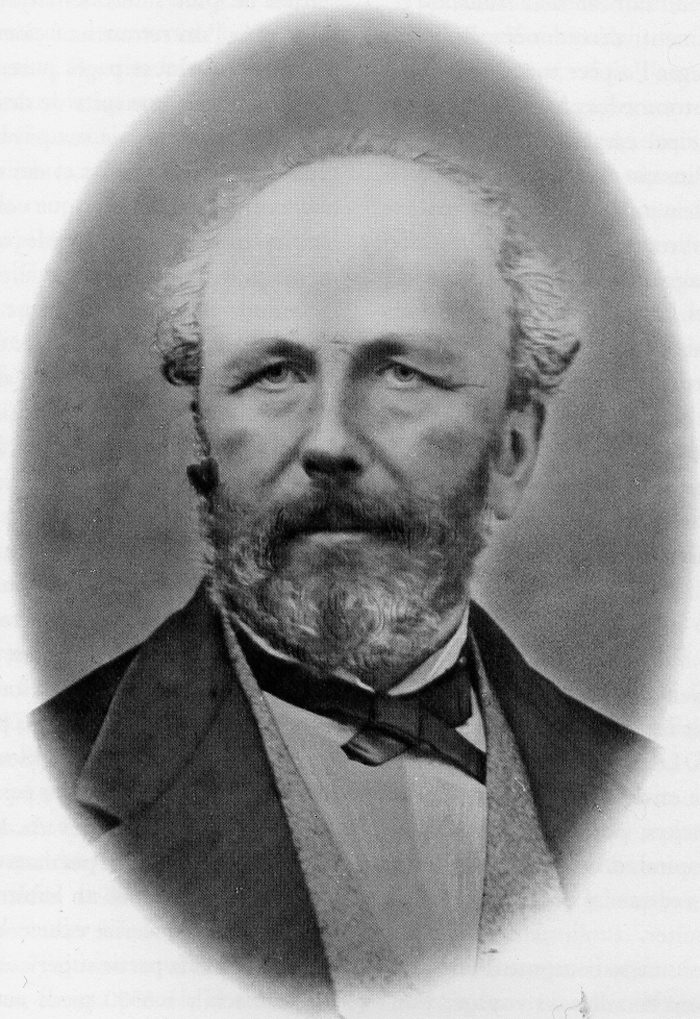
Edmond Boissier (mit 65 Jahren)

Pierre Edmond Boissier, genannt Edmond, (* 25. Mai 1810 in Genf; † 25. September 1885 in Valeyres-sous-Rances) war ein Schweizer Botaniker. Sein offizielles botanisches Autorenkürzel lautet „Boiss.“

## Leben und Wirken
Boissier stammte aus einer wohlhabenden und angesehenen Genfer Familie, seine Schwester war die Schriftstellerin Valérie de Gasparin, seine Mutter Caroline Boissier-Butini. Er studierte Naturwissenschaften und Botanik an der Genfer Akademie. Dort war Alphonse de Candolle sein Lehrer in Naturgeschichte. 
Boissier unternahm viele botanische Sammelreisen in das Schweizer Jura und die Alpen, später im Mittelmeerraum (besonders Spanien) und dem Nahen und Mittleren Osten bis nach Indien. Auf seinen Sammelreisen wurde er oft von seiner Tochter Caroline Barbey-Boissier und ihrem Ehemann William Barbey (1842–1914) begleitet, die auch selbst sammelten. Das von Boissier angelegte Herbarium wurde von seinem Schwiegersohn fortgeführt. Barbey gab von 1893 bis 1908 das Bulletin de l’Herbier Boissier heraus. 
Boissiers Flora orientalis diente Benjamin Daydon Jackson als eines der Grundlagenwerke für die Erstellung des Index Kewensis.
Er war mit seiner Cousine Lucile Françoise Butini (1822–1849) verheiratet, die auf einer gemeinsamen Reise in Spanien an Typhusfieber starb. Sein Cousin Auguste Arthur de la Rive war ein bekannter Physiker.

## Ehrungen
1877 wurde er zum korrespondierenden Mitglied der Göttinger Akademie der Wissenschaften gewählt. Seit 1878 war er korrespondierendes Mitglied der Russischen Akademie der Wissenschaften und seit 1885 der Académie des sciences.
Die Pflanzengattung Boissiera Hochst. ex Steud. aus der Familie der Süßgräser (Poaceae) sowie die Zeitschrift Boissiera sind nach ihm benannt. Außerdem sind nach ihm benannt die Gattungen Edmondia Cogn. aus der Familie der Kürbisgewächse (Cucurbitaceae) und Petroedmondia Tamamsch. aus der Familie der Doldenblütler (Apiaceae).

## Schriften (Auswahl)
- Elenchus plantarum novarum minusque cognitarum quas in itinere hispanico legit. Lador & Ramboz, Genf 1838. (Digitalisat)
  - Elenchus plantarum novarum minusque cognitarum quas in itinere hispanico legit. Otto, Erfurt 1840. (Digitalisat)
- Voyage botanique dans le midi de l’Espagne. 2 Bände. 1839–1845. (Digitalisat Band 1)
- Diagnoses plantarum novarum hispanicum. Ramboz, Genf 1842 – zusammen mit Georges François Reuter. (Digitalisat)
  - Diagnoses plantarum orientalium novarum. Herrmann, Leipzig 1842–1859. (Digitalisat Band 1), (Band 1,2), (Band 1,3), (Band 1,4), (Band 1,5), (Band 1,6), (Band 1,7), (Band 2,8), (Band 2,9), (Band 2,10), (Band 2,11), (Band 2,12), (Band 2,13)
- Pugillus plantarum novarum Africae borealis Hispaniaeque australis. 1852 (Digitalisat) – zusammen mit Georges François Reuter.
- Aufzählung der auf einer Reise durch Transkaukasien und Persien gesammelten Pflanzen. 1860 – zusammen mit Friedrich Alexander Buhse.
- Icones euphorbiarum, ou, Figures de cent vingt-deux espèces du genre Euphorbia, dessinées et gravées par Heyland, avec des considérations sur la classification et la distribution géographique des plantes de ce genre. Masson, Paris 1866. (Digitalisat)
- Flora orientalis. Georg, Basel 1867–1884. (Digitalisat Band 1), (Band 2), (Band 3), (Supplementum)